# Großer Preis von Großbritannien 1966
Der Große Preis von Großbritannien 1966 (offiziell XIX RAC British Grand Prix) fand am 16. Juli auf dem Brands Hatch Circuit in Kent statt und war das vierte Rennen der Automobil-Weltmeisterschaft 1966.

## Berichte

### Hintergrund

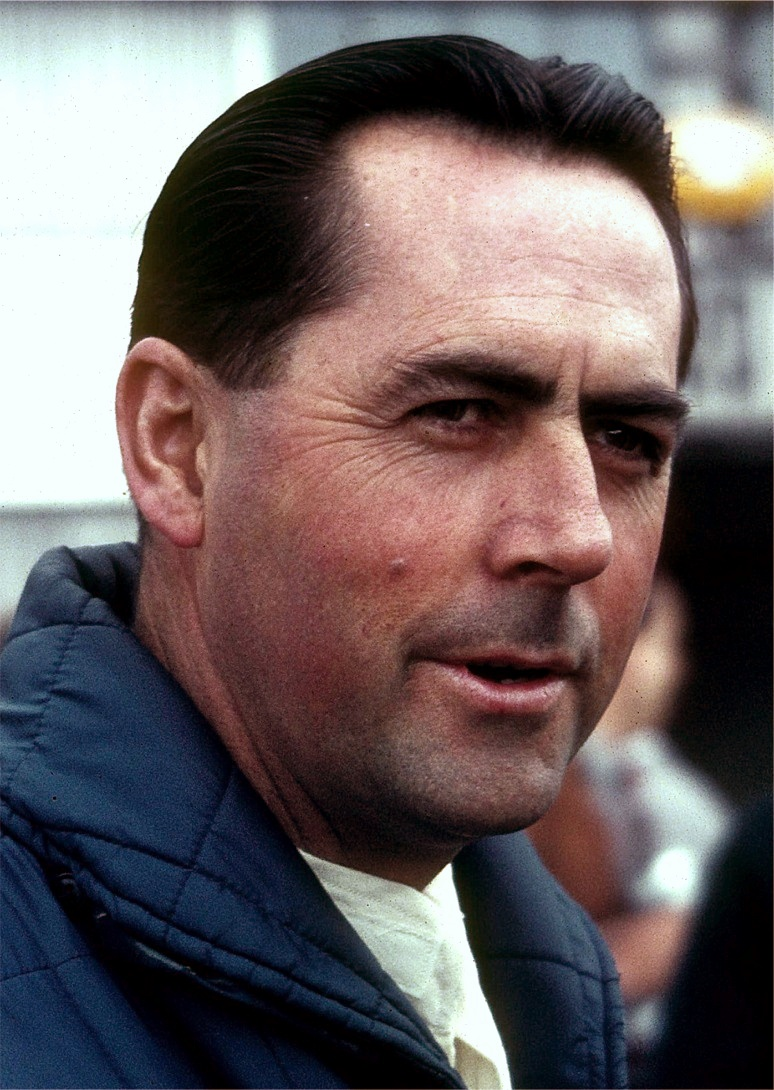
Jack Brabham erreicht einen Grand Slam

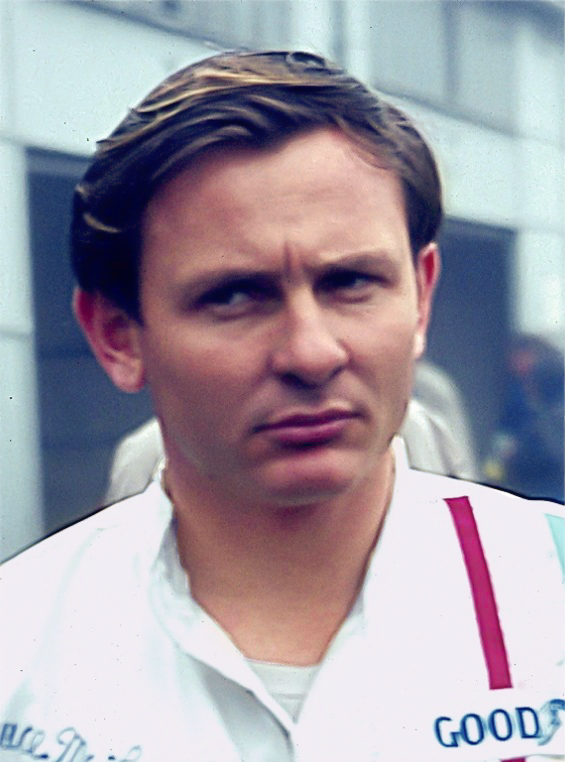
Erste Punkteplatzierung für das McLaren Team durch Bruce McLaren

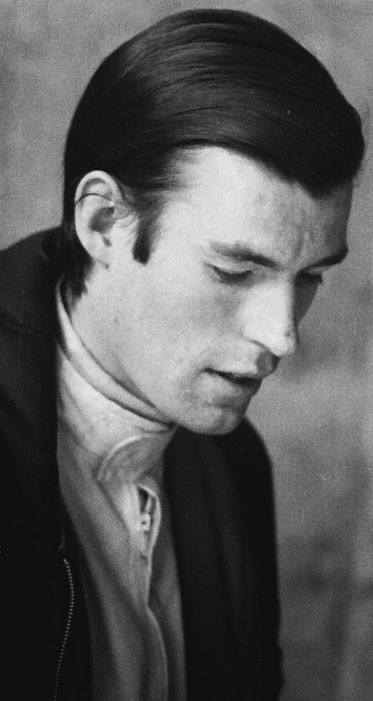
Debütrennen von Chris Irwin

Im jährlichen Wechsel mit dem Silverstone Circuit fand der Große Preis von Großbritannien 1966 wieder auf dem Brands Hatch Circuit statt, nachdem zuletzt 1964 auf dieser Strecke gefahren wurde. Bedingt durch einen Arbeiterstreik in Italien nahm die Scuderia Ferrari nicht am Rennen teil und pausierte für einen Grand Prix.
Brabham setzte für Jack Brabham und Denis Hulme die gleichen Wagen wie beim Großen Preis von Frankreich 1966 ein und stellte dem Formel-3-Fahrer Chris Irwin einen Brabham BT22 mit Climax-Motor zur Verfügung. Für Irwin war es das Debüt in der Automobil-Weltmeisterschaft, es blieb sein einziges Saisonrennen und sein einziges für Brabham. Er wechselte 1967 zu Reg Parnell Racing. Hulmes Brabham BT20 erhielt eine neue Auspuffanlage, Brabhams Fahrzeug blieb unverändert.
Das Team Lotus hatte vor dem ersten Trainingstag nur einen Lotus 33 zur Verfügung, den Jim Clark pilotierte. Für Peter Arundell gab es zwar einen zweiten Lotus 33, allerdings fehlte der Motor. Teamchef Colin Chapman fragte bei Coventry Climax wegen eines zweiten Motors nach, der jedoch defekt und nicht einsatzfähig war. Kurzfristig erhielt Lotus von B.R.M. einen weiteren Ersatzmotor. Da der Wagen aber erst darauf abgestimmt werden musste, verpasste Arundell den ersten Trainingstag. Auch B.R.M. hatte Schwierigkeiten zwei Fahrzeuge für das Rennen vorzubereiten, da ein Fahrzeug beim Großen Preis von Belgien beschädigt wurde und ein weiteres bereits verkauft war. Somit hatte B.R.M. lediglich ein Fahrzeug für Graham Hill zur Verfügung, für Jackie Stewart wurde ein BRM P261 zurückgeholt, der bereits als Ausstellungsstück diente. Stewart kehrte nach einem Rennen Pause zurück, ebenso wie Bruce McLaren, der erneut mit seinem McLaren-Team gemeldet war.
Ein neuer Konstrukteur in der Automobil-Weltmeisterschaft war Shannon, dies war der erneute Versuch von Paul Emery mit einem eigenen Fahrzeug anzutreten, nachdem die Rennställe Emeryson und Scirocco aus finanziellen Gründen gescheitert waren. Der Shannon SH-1 hatte ein Aluminium-Monocoque und wurde von einem 3,0-Liter-Climax-Motor angetrieben. Fahrer des Wagens war Trevor Taylor, der sein letztes Rennen in der Automobil-Weltmeisterschaft bestritt und den Rest seiner Karriere in der Formel 5000 fuhr. Für Shannon blieb es das einzige Rennen in dieser Serie, im Anschluss trat der Konstrukteur bis 1969 in der Formel 3 an.
Bei den Teams mit Kundenfahrzeugen debütierte J.A. Pearce Engineering Ltd. und setzte einen Cooper T73 mit Ferrari-Motor ein. Als Fahrer wurde Chris Lawrence verpflichtet, der sein Debütrennen bestritt.

### Training
Die erste Trainingssitzung fand am Donnerstag statt und dauerte 2,5 Stunden. Arundell und McLaren nahmen nicht daran teil, denn für Arundell wurde der Wagen noch vorbereitet und bei McLaren fehlte der Motor, der erst aus Italien angeliefert wurde. Clark kam verspätet an der Rennstrecke an, weil er vorher noch einige ärztliche Tests absolvieren musste.
Der schnellste Wagen der ersten Trainingssitzung war der Brabham, beide Fahrer fuhren zeitgleich die Bestzeit, unterboten die Pole-Zeit des Vorjahres um mehr als eine halbe Sekunde und waren deutlich schneller als die Konkurrenz. Am Donnerstagnachmittag nahm Anderson wegen eines Öllecks nicht teil und auch für Bonnier war das Training nach nur einer Runde mit Motorschaden beendet. Beide Brabham fuhren ähnliche Rundenzeiten wie zuvor und waren erneut die schnellsten Fahrzeuge im Feld. Für Filmaufzeichnungen fuhr Bonnier einen rot lackierten Brabham-B.R.M., der mit besonderen Auspuffendrohren präpariert war.
Das Training wurde für zwei Stunden am Freitag fortgesetzt, Dan Gurney verbesserte sich auf den dritten Rang. An der Spitze blieben die Zeiten unverändert, sodass Brabham sich die Pole-Position vor seinem Teamkollegen Hulme sicherte. Für Brabham als Fahrer war es die erste Pole-Position seit dem Großen Preis der USA 1961 und für den Konstrukteur Brabham das erste Rennen, bei dem beide Fahrer auf den ersten zwei Startplätzen qualifiziert waren. Hinter den beiden Fahrzeugen und Gurney qualifizierte sich Hill auf den vierten Rang vor Clark und Surtees. Die weiteren Plätze der ersten zehn belegten Rindt, Stewart, Spence und Anderson. Der McLaren, der Shannon und der Cooper-Ferrari qualifizierten sich im hinteren Feld.
Nach dem Training begann es zu regnen, woraufhin die Strecke für eine weitere Stunde freigegeben wurde, sodass die Fahrer ihre Fahrzeuge auf die schlechteren Wetterverhältnisse abstimmen konnten. Zeiten wurden nicht gemessen.

### Rennen
Das Rennen fand am Samstagnachmittag statt. Vorher hatte es stark geregnet, zum Rennstart fiel noch leichter Nieselregen. Die meisten Fahrer begannen das Rennen auf Trockenreifen. Brabham übernahm nach dem Start die Führung vor Gurney, dahinter kollidierten Hill und Hulme; beide Fahrer setzten das Rennen fort. Brabham fuhr einen Vorsprung auf Gurney heraus, während sein Teamkollege Hulme ins Mittelfeld zurückfiel und mehrere Positionen verlor. Anderson blieb am Start stehen und begann das Rennen einige Zeit später mit einer Runde Rückstand auf den Rest des Feldes. Taylor schied bereits in der ersten Runde mit defektem Kraftstofftank aus.
Der Nieselregen hielt weiter an, sodass die Strecke weiterhin sehr nass und rutschig war. Rindt hatte sich auf Rang zwei verbessert, fiel aber nach einem Dreher wieder hinter Gurney zurück, der in Runde neun jedoch mit Motorschaden ausfiel. Dahinter fuhren Surtees, Clark, Hill und Stewart. Auch Stewart beendete das Rennen mit einem Motorschaden. Außerdem fiel Spence durch ein Ölleck aus. Als der Regen aufhörte und die Strecke langsam trocknete, kam Surtees näher an Rindt heran und überholte ihn schließlich. Während Brabham seinen Vorsprung weiter ausbaute, duellierten sich die beiden Cooper-Fahrer um den zweiten Rang, dahinter kämpften Clark und Hill um Platz vier, holten dabei aber auf Rindt und Surtees auf. Hulme verbesserte sich durch den Ausfall von Stewart auf Rang sechs.
Nach 30 Runden war die Strecke abgetrocknet. Hill und Clark überholten nacheinander Rindt und durch ein riskantes Bremsmanöver ging Hill auch an Surtees vorbei. Sein Abstand auf den führenden Brabham betrug zu diesem Zeitpunkt bereits 23 Sekunden. Eine Runde später fiel Surtees hinter Clark und Hulme auf Rang sechs zurück. Alle anderen Fahrer auf den folgenden Plätzen hatten bereits eine Runde Rückstand. In Runde 31 hatte Arundell einen Getriebeschaden und schied aus. Bonnier fiel in Runde 42 mit Motorschaden aus.
Auf trockener Strecke war der Brabham das schnellste Auto im Feld. Brabham führte überlegen und Hulme verbesserte sich kontinuierlich. In Runde 37 überholte er Clark, zwei Umläufe später Hill, um neuer Zweiter zu werden. Clark kam an die Box, da seine Bremsen nicht mehr funktionierten. Nach dem Auffüllen von Bremsflüssigkeit setzte er das Rennen auf Rang sechs fort, hatte aber ebenfalls eine Runde Rückstand auf Brabham. Siffert war ebenfalls an der Box, weil sein Wagen überhitzte. Auch er fuhr das Rennen zu Ende, wurde aber nicht gewertet, da er die dafür erforderliche Rundenanzahl nicht erreichte. In den letzten Rennrunden bekam Surtees Probleme mit der Kraftübertragung und drehte sich von der Strecke. Er versuchte zwei weitere Runden lang das Rennen fortzusetzen und gab dann auf. Clark holte den Rückstand auf Rindt noch auf und verbesserte sich auf Rang vier.
Brabham gewann das Rennen mit neun Sekunden Vorsprung auf Hulme. Es war der zweite Sieg in Folge für Brabham und mit dem zweiten Platz von Hulme der erste Doppelsieg für den Konstrukteur Brabham. Dabei hatten die beiden Fahrer das gesamte Feld überrundet. Mit dem Rennsieg, der Pole-Position, der schnellsten Rennrunde und dem Anführen des gesamten Rennens erzielte Brabham einen Grand Slam. Dies war nach dem Großen Preis von Belgien 1960 der zweite und letzte Grand Slam in seiner Karriere. Den Großen Preis von Großbritannien gewann er nach 1959 und 1960 zum dritten und letzten Mal, jeweils auf einer anderen Strecke.
Hill wurde vor Clark und Rindt Dritter, den letzten Punkt erzielte McLaren auf Rang sechs. Es war die erste Punkteplatzierung des Konstrukteurs McLaren. In den folgenden Jahrzehnten wurde McLaren in dieser Statistik einer der erfolgreichsten Konstrukteure. Irwin wurde Siebter vor Taylor, Bondurant und Ligier. Außerdem wurde Lawrence auf Rang elf gewertet, Anderson und Siffert hingegen wurden nicht klassifiziert. In der Fahrerwertung baute Brabham seinen weiter aus, neuer Zweiter war Rindt, Hulme und Bandini teilten sich Rang drei. In der Konstrukteurswertung zog Brabham mit Ferrari gleich, beide hatten 21 Zähler. B.R.M. blieb mit acht Punkten Rückstand auf Rang drei.

## Meldeliste
| Team                        | Nr. | Fahrer         | Chassis      | Motor              | Reifen |
| --------------------------- | --- | -------------- | ------------ | ------------------ | ------ |
| Team Lotus                  | 01  | Jim Clark      | Lotus 33     | Climax 2.0 V8      | F      |
| Team Lotus                  | 01  | Peter Arundell | Lotus 33     | Climax 2.0 V8      | F      |
| Team Lotus                  | 02  | Peter Arundell | Lotus 33     | BRM 2.0 V8         | F      |
| Owen Racing Organisation    | 03  | Graham Hill    | BRM P261     | BRM 2.0 V8         | G      |
| Owen Racing Organisation    | 04  | Jackie Stewart | BRM P261     | BRM 2.0 V8         | D      |
| Brabham Racing Organisation | 05  | Jack Brabham   | Brabham BT19 | Repco 3.0 V8       | G      |
| Brabham Racing Organisation | 06  | Denis Hulme    | Brabham BT20 | Repco 3.0 V8       | G      |
| Brabham Racing Organisation | 07  | Chris Irwin    | Brabham BT11 | Climax 2.7 L4      | G      |
| Cooper Car Company          | 11  | Jochen Rindt   | Cooper T81   | Maserati 3.0 V12   | D      |
| Cooper Car Company          | 12  | John Surtees   | Cooper T81   | Maserati 3.0 V12   | D      |
| Bruce McLaren Motor Racing  | 14  | Bruce McLaren  | McLaren M2B  | Serenissima 3.0 V8 | F      |
| Anglo American Racers       | 16  | Dan Gurney     | Eagle T1G    | Climax 2.7 L4      | G      |
| Reg Parnell Racing          | 17  | Mike Spence    | Lotus 25     | BRM 2.0 V8         | F      |
| Anglo Suisse Racing Team    | 18  | Joakim Bonnier | Brabham BT7  | Climax 1.5 V8      | F      |
| Guy Ligier                  | 19  | Guy Ligier     | Cooper T81   | Maserati 3.0 V12   | D      |
| Rob Walker Racing Team      | 20  | Joseph Siffert | Cooper T81   | Maserati 3.0 V12   | D      |
| DW Racing Enterprises       | 21  | Bob Anderson   | Brabham BT11 | Climax 2.7 L4      | F      |
| David Bridges               | 22  | John Taylor    | Brabham BT11 | BRM 2.0 V8         | G      |
| Aiden Jones/Paul Emery      | 23  | Trevor Taylor  | Shannon SH-1 | Climax 3.0 V8      | D      |
| J.A. Pearce Engineering     | 24  | Chris Lawrence | Cooper T73   | Ferrari 2.9 V12    | D      |
| Team Chamaco Collect        | 25  | Bob Bondurant  | BRM P261     | BRM 2.0 V8         | G      |

Anmerkungen
1. 1 2  Jim Clark fuhr den Wagen mit der Nummer 1 in den Trainingssitzungen und im Rennen

## Klassifikationen

### Startaufstellung
| Pos. | Fahrer         | Konstrukteur        | Zeit   | Ø-Geschwindigkeit | Start |
| ---- | -------------- | ------------------- | ------ | ----------------- | ----- |
| 01   | Jack Brabham   | Brabham-Repco       | 1:34,5 | 162,29 km/h       | 01    |
| 02   | Denis Hulme    | Brabham-Repco       | 1:34,8 | 161,77 km/h       | 02    |
| 03   | Dan Gurney     | Eagle-Climax        | 1:35,8 | 160,08 km/h       | 03    |
| 04   | Graham Hill    | B.R.M.              | 1:36,0 | 159,75 km/h       | 04    |
| 05   | Jim Clark      | Lotus-Climax        | 1:36,1 | 159,58 km/h       | 05    |
| 06   | John Surtees   | Cooper-Maserati     | 1:36,4 | 159,09 km/h       | 06    |
| 07   | Jochen Rindt   | Cooper-Maserati     | 1:36,6 | 158,76 km/h       | 07    |
| 08   | Jackie Stewart | B.R.M.              | 1:36,9 | 158,27 km/h       | 08    |
| 09   | Mike Spence    | Lotus-B.R.M.        | 1:37,3 | 157,62 km/h       | 09    |
| 10   | Bob Anderson   | Brabham-Climax      | 1:37,5 | 157,29 km/h       | 10    |
| 11   | Joseph Siffert | Cooper-Maserati     | 1:38,0 | 156,49 km/h       | 11    |
| 12   | Chris Irwin    | Brabham-Climax      | 1:38,1 | 156,33 km/h       | 12    |
| 13   | Bruce McLaren  | McLaren-Serenissima | 1:38,5 | 155,70 km/h       | 13    |
| 14   | Bob Bondurant  | B.R.M.              | 1:38,9 | 155,07 km/h       | 14    |
| 15   | Joakim Bonnier | Brabham-Climax      | 1:39,3 | 154,44 km/h       | 15    |
| 16   | John Taylor    | Brabham-B.R.M.      | 1:40,0 | 153,36 km/h       | 16    |
| 17   | Guy Ligier     | Cooper-Maserati     | 1:41,4 | 151,24 km/h       | 17    |
| 18   | Trevor Taylor  | Shannon-Climax      | 1:41,6 | 150,94 km/h       | 18    |
| 19   | Chris Lawrence | Cooper-Ferrari      | 1:43,8 | 147,75 km/h       | 19    |
| 20   | Peter Arundell | Lotus-B.R.M.        | 1:54,3 | 134,17 km/h       | 20    |

### Rennen
| Pos. | Fahrer         | Konstrukteur        | Runden | Stopps | Zeit        | Start | Schnellste Runde |
| ---- | -------------- | ------------------- | ------ | ------ | ----------- | ----- | ---------------- |
| 01   | Jack Brabham   | Brabham-Repco       | 80     | 0      | 2:13:13,400 | 01    | 2:11,3           |
| 02   | Denis Hulme    | Brabham-Repco       | 80     | 0      | + 9,600     | 02    |                  |
| 03   | Graham Hill    | B.R.M.              | 79     | 0      | + 1 Runde   | 04    |                  |
| 04   | Jim Clark      | Lotus-Climax        | 79     | 1      | + 1 Runde   | 05    |                  |
| 05   | Jochen Rindt   | Cooper-Climax       | 79     | 0      | + 1 Runde   | 07    |                  |
| 06   | Bruce McLaren  | McLaren-Serenissima | 78     | 0      | + 2 Runden  | 13    |                  |
| 07   | Chris Irwin    | Brabham-Climax      | 78     | 0      | + 2 Runden  | 12    |                  |
| 08   | John Taylor    | Brabham-B.R.M.      | 76     | 0      | + 4 Runden  | 16    |                  |
| 9    | Bob Bondurant  | B.R.M.              | 76     | 0      | + 4 Runden  | 14    |                  |
| 10   | Guy Ligier     | Cooper-Maserati     | 75     | 0      | + 5 Runden  | 17    |                  |
| 11   | Chris Lawrence | Cooper-Ferrari      | 73     | 0      | + 7 Runden  | 19    |                  |
| –    | John Surtees   | Cooper-Maserati     | 76     | 0      | DNF         | 06    |                  |
| –    | Bob Anderson   | Brabham-Climax      | 70     | 0      | NC          | 10    |                  |
| –    | Joseph Siffert | Cooper-Maserati     | 70     | 1      | NC          | 11    |                  |
| –    | Joakim Bonnier | Brabham-Climax      | 42     | 0      | NC          | 15    |                  |
| –    | Peter Arundell | Lotus-B.R.M.        | 31     | 0      | DNF         | 20    |                  |
| –    | Jackie Stewart | B.R.M.              | 16     | 0      | DNF         | 08    |                  |
| –    | Mike Spence    | Lotus-B.R.M.        | 15     | 0      | DNF         | 09    |                  |
| –    | Dan Gurney     | Eagle-Climax        | 9      | 0      | DNF         | 03    |                  |
| –    | Trevor Taylor  | Shannon-Climax      | 0      | 0      | DNF         | 18    |                  |

## WM-Stände nach dem Rennen
Die ersten sechs des Rennens bekamen 9, 6, 4, 3, 2, 1 Punkte. Es zählten nur die fünf besten Ergebnisse aus neun Rennen. In der Konstrukteurswertung zählten dabei nur die Punkte des bestplatzierten Fahrers eines Teams.

### Fahrerwertung
| Pos. | Fahrer          | Konstrukteur              | Punkte |
| ---- | --------------- | ------------------------- | ------ |
| 01   | Jack Brabham    | Brabham-Repco             | 21     |
| 02   | Jochen Rindt    | Cooper-Maserati           | 11     |
| 03   | Denis Hulme     | Brabham-Repco             | 10     |
| 04   | Lorenzo Bandini | Ferrari                   | 10     |
| 05   | John Surtees    | Cooper-Maserati / Ferrari | 9      |
| 06   | Jackie Stewart  | B.R.M.                    | 9      |
| 07   | Graham Hill     | B.R.M.                    | 8      |
| 08   | Mike Parkes     | Ferrari                   | 6      |
| 09   | Bob Bondurant   | B.R.M.                    | 3      |
| 10   | Jim Clark       | Lotus-Climax              | 3      |
| 11   | Richie Ginther  | Cooper-Maserati           | 2      |
| 12   | Dan Gurney      | Eagle-Climax              | 2      |
| 13   | John Taylor     | Brabham-B.R.M.            | 1      |

| Pos. | Fahrer          | Konstrukteur                     | Punkte |
| ---- | --------------- | -------------------------------- | ------ |
| 14   | Bruce McLaren   | McLaren-Serenissima              | 1      |
| 15   | Chris Irwin     | Brabham-Climax                   | 1      |
| 16   | Chris Amon      | Cooper-Maserati                  | 0      |
| 17   | Guy Ligier      | Cooper-Maserati                  | 0      |
| 18   | Chris Lawrence  | Cooper-Ferrari                   | 0      |
| –    | Pedro Rodríguez | Lotus-Climax                     | 0      |
| –    | Joakim Bonnier  | Brabham-Climax / Cooper-Maserati | 0      |
| –    | Joseph Siffert  | Cooper-Maserati / Brabham-B.R.M. | 0      |
| –    | Mike Spence     | Lotus-B.R.M.                     | 0      |
| –    | Bob Anderson    | Brabham-Climax                   | 0      |
| –    | Peter Arundell  | Lotus-B.R.M.                     | 0      |
| –    | Trevor Taylor   | Shannon-Climax                   | 0      |

### Konstrukteurswertung
| Pos. | Konstrukteur    | Punkte |
| ---- | --------------- | ------ |
| 01   | Brabham-Repco   | 21     |
| 02   | Ferrari         | 21     |
| 03   | B.R.M.          | 13     |
| 04   | Cooper-Maserati | 11     |
| 05   | Lotus-Climax    | 3      |
| 06   | Eagle-Climax    | 2      |

| Pos. | Konstrukteur        | Punkte |
| ---- | ------------------- | ------ |
| 07   | Brabham-B.R.M.      | 1      |
| 08   | McLaren-Serenissima | 1      |
| 09   | McLaren-Ford        | 0      |
| 10   | Brabham-Climax      | 0      |
| –    | Lotus-B.R.M.        | 0      |